# 13. мај (Земун)
13. мај (или Тринаести мај) је мало градско насеље у Београду, које се налази у градској општини Земун.

## Локација
Насеље 13. мај налази се на самој обали Дунава и простире се између реке и Батајничког пута. На западу се простире ка насељу Батајница, док се на југоистоку простире ка идустријској зони Говеђи Брод. Ово је мало насеље са популацијом од око 1000 становника. Већина становништва живи у зградама, али постоји и неколико кућа. Налази се одмах поред војне базе за обуку која је отворена за јавно коришћење и у оквиру које се налази базен олимпијске величине и неколико спортских терена и игралишта. Поред тога, у самом насељу се налази и фудбалски терен и тренерски полигон који се користе за потребе ФК ПКБ. Име је добило по некадашњем Дану безбедности, који се обележавао 13. маја. Кроз насеље саобраћа и линија градског превоза 705 (Земунски кеј